# Pop (Uzbekistan)
Pop (uzb. cyr. Поп; ros. Пап, Pap) – miasto we wschodnim Uzbekistanie, w wilajecie namangańskim, w Kotlinie Fergańskiej, siedziba administracyjna tumanu Pop. W 1989 roku liczyło ok. 16 tys. mieszkańców. Ośrodek przemysłu włókienniczego.
Miejscowość otrzymała prawa miejskie w 1980 roku.